# Shondaland
 (mars 2022).
Si vous disposez d'ouvrages ou d'articles de référence ou si vous connaissez des sites web de qualité traitant du thème abordé ici, merci de compléter l'article en donnant les références utiles à sa vérifiabilité et en les liant à la section « Notes et références ».
Shondaland (stylisé comme ShondaLand de 2005 à 2016 et shondaland par la suite) est une société de production télévisuelle américaine fondée par la scénariste/productrice de télévision Shonda Rhimes.
Elle fonde cette société en 2005 comme l'une des sociétés de production de sa première série Grey's Anatomy. Depuis Shondaland continue à produire les autres créations de Rhimes, les spin-off de Grey's Anatomy, Private Practice, et Station 19, le drame politique très populaire Scandal, le thriller juridique How to Get Away with Murder mettant en vedette Viola Davis, le thriller policier The Catch, tous coproduits avec ABC Studios et diffusés sur ABC.
Depuis 2017, la société est en partenariat avec Netflix. De cette collaboration sont nées les séries La Chroniques des Bridgerton, Inventing Anna et La Reine Charlotte.

## Productions
La première série produite par Shondaland est Grey's Anatomy, créée le 27 mars 2005 et qui en est actuellement à sa vingtième saison,.
Forte du succès de Grey's Anatomy, Rhimes produit deux spin-off : Private Practice (2007-2013) et Station 19 depuis 2018,.
Le drame en costume Still Star-Crossed  qui revisite l'histoire de Roméo et Juliette est lancé le 29 mai 2017 et a été annulé après une saison en raison d'un faible succès,.

### Collaboration avec Netflix
En août 2017, il est annoncé que Rhimes a conclu un contrat d'exclusivité avec la plateforme de streaming, Netflix. Le contrat s'étale sur quatre ans et comprend également son label Shondaland. Netflix aura donc l'exclusivité sur tout nouveau contenu à venir, créé par Shonda Rhimes et sa société.
En juillet 2018, il est révélé que la créatrice développait, pour la plateforme, huit séries télévisées et documentaires,.

#### Hot Chocolate Nutcracker: Casse-noisette revisité
Un documentaire racontant les coulisses d'une version du ballet Casse-noisette mis en scène par l'actrice, réalisatrice et chorégraphe Debbie Allen,. Réalisé par Oliver Bokelberg, le documentaire est sorti le 27 novembre 2020 sur Netflix. Il se concentre sur la carrière de Debbie Allen mais également sur sa relation avec une nouvelle génération de danseurs classiques afro-américain.

#### La Chronique des Bridgerton
En 2018, Shonda Rhimes annonce être en train de travailler sur une adaptation de la série La Chronique des Bridgerton de Julia Quinn. En octobre 2020, il est annoncé que la série sortirait le 25 décembre 2020 sur Netflix. La première saison connait un grand succès. Le 21 janvier 2021, Netflix annonce le renouvellement de la série pour une deuxième saison. Avant même la sortie de la deuxième saison, Netflix renouvelle la série pour une troisième et une quatrième saison, le 13 avril 2021.

##### Queen Charlotte: A Bridgerton Story
À la suite du succès de la série, un spin-off sous forme d'une mini-série centrée sur les jeunes années de la reine Charlotte, de Violet Bridgerton et de lady Danbury est prévu. Shonda Rhimes signera le scénario et assurera la production exécutive de la série, au côté de Betsy Beers et Tom Verica. En septembre 2022 Netflix dévoile le titre; Queen Charlotte: A Bridgerton Story, un teaser, et une date de sortie pour 2023. A cette occasion il est révélé que c'est India Amarteifio qui interprètera la jeune reine Charlotte et Corey Mylchreest le jeune roi George III,,.

#### Inventing Anna
La série Inventing Anna sortie en 2022 bat des records d'audience sur Netflix. Basée sur l'article du New York Magazine How Anna Delvey Tricked New York's Party People par Jessica Pressler la série racontant l'ascension et la chute d'Anna Delvey, escroqueuse russe naturalisée allemande, qui va réussir à escroquer plusieurs milliers de dollars à des new-yorkais faisant partie de la haute société.
Les actrices Julia Garner, Anna Chlumsky, Katie Lowes, Laverne Cox et Alexis Floyd font partie du casting de la série.

## Séries produites par Shondaland
| Séries                              | Saisons télévisuelles | Saisons télévisuelles | Saisons télévisuelles | Saisons télévisuelles | Saisons télévisuelles | Saisons télévisuelles | Saisons télévisuelles | Saisons télévisuelles | Saisons télévisuelles | Saisons télévisuelles | Saisons télévisuelles | Saisons télévisuelles | Saisons télévisuelles | Saisons télévisuelles | Saisons télévisuelles | Saisons télévisuelles | Saisons télévisuelles | Saisons télévisuelles |         | Nombre d'épisodes |
| Séries                              | 2004–05               | 2005–06               | 2006–07               | 2007–08               | 2008–09               | 2009–10               | 2010–11               | 2011–12               | 2012–13               | 2013–14               | 2014–15               | 2015–16               | 2016–17               | 2017–18               | 2018–19               | 2019–20               | 2020–21               | 2021–22               | 2022-23 | Nombre d'épisodes |
| ----------------------------------- | --------------------- | --------------------- | --------------------- | --------------------- | --------------------- | --------------------- | --------------------- | --------------------- | --------------------- | --------------------- | --------------------- | --------------------- | --------------------- | --------------------- | --------------------- | --------------------- | --------------------- | --------------------- | ------- | ----------------- |
| Grey's Anatomy                      | 1                     | 2                     | 3                     | 4                     | 5                     | 6                     | 7                     | 8                     | 9                     | 10                    | 11                    | 12                    | 13                    | 14                    | 15                    | 16                    | 17                    | 18                    | 19      | 389               |
| Private Practice                    |                       |                       |                       | 1                     | 2                     | 3                     | 4                     | 5                     | 6                     |                       |                       |                       |                       |                       |                       |                       |                       |                       |         | 111               |
| Off the Map                         |                       |                       |                       |                       |                       |                       | 1                     |                       |                       |                       |                       |                       |                       |                       |                       |                       |                       |                       |         | 13                |
| Scandal                             |                       |                       |                       |                       |                       |                       |                       | 1                     | 2                     | 3                     | 4                     | 5                     | 6                     | 7                     |                       |                       |                       |                       |         | 124               |
| How to Get Away with Murder         |                       |                       |                       |                       |                       |                       |                       |                       |                       |                       | 1                     | 2                     | 3                     | 4                     | 5                     | 6                     |                       |                       |         | 90                |
| The Catch                           |                       |                       |                       |                       |                       |                       |                       |                       |                       |                       |                       | 1                     | 2                     |                       |                       |                       |                       |                       |         | 20                |
| Still Star-Crossed                  |                       |                       |                       |                       |                       |                       |                       |                       |                       |                       |                       |                       | 1                     |                       |                       |                       |                       |                       |         | 7                 |
| For the People                      |                       |                       |                       |                       |                       |                       |                       |                       |                       |                       |                       |                       |                       | 1                     | 2                     |                       |                       |                       |         | 20                |
| Station 19                          |                       |                       |                       |                       |                       |                       |                       |                       |                       |                       |                       |                       |                       | 1                     | 2                     | 3                     | 4                     | 5                     |         | 68                |
| La Chroniques des Bridgerton        |                       |                       |                       |                       |                       |                       |                       |                       |                       |                       |                       |                       |                       |                       |                       |                       | 1                     | 2                     |         | 24                |
| Inventing Anna (miniséries)         |                       |                       |                       |                       |                       |                       |                       |                       |                       |                       |                       |                       |                       |                       |                       |                       |                       | 1                     |         | 9                 |
| Queen Charlotte: A Bridgerton Story |                       |                       |                       |                       |                       |                       |                       |                       |                       |                       |                       |                       |                       |                       |                       |                       |                       |                       | 1       | 6                 |

## Site web
En 2017, Shondaland a lancé le site Web style de vie Shondaland.com en partenariat avec Hearst.